# Tripogon polyanthus
Tripogon polyanthus är en gräsart som beskrevs av Vasudeo Narayan Naik och Patunkar. Tripogon polyanthus ingår i släktet Tripogon och familjen gräs. Inga underarter finns listade i Catalogue of Life.